# Tel... Don Juan
Pour plus de détails, voir Fiche technique et Distribution.
Tel... Don Juan (The Lucky Horseshoe) est un film muet américain de 1925 réalisé par John G. Blystone et mettant en scène Tom Mix, Billie Dove et Malcolm Waite.